# Граматично-стилістичний словник Шевченкової мови
Граматично-стилістичний словник Шевченкової мови — словник, укладений митрополитом Іларіоном — Іваном Огієнком. Словник видано 1961 року, до 100-річчя з дня смерті Т. Шевченка.

## Історія створення
І.Огієнко розпочав роботу над Словником у 1918–1919 роках у Кам'янці-Подільському. Було започатковано понад 200 000 карток для Словника. Але через раптовий від'їзд із Кам'янця у вогні української революції цей банк даних було втрачено. На початку 1930-их років І. Огієнко відновив працю над Словником.

## Опис Словника
Словник містить лексику, котру використовує в своїй поезії Т. Г. Шевченко, приклади вживання слів, а також розвідки: «Народність Шевченкової мови», «Релігійний стиль Шевченкової мови», «Стародавні вірування українського народу», «Елементи Шевченкової мови», «Вплив Куліша на Шевченкову мову», «Шевченко як творець української літературної мови», «Яскрава мальовничість Шевченкової мови», «Рясна синоніміка в Шевченковій мові», «Правопис Кобзаря».